# Juan José Mendoza
Juan José Mendoza Jover (Trujillo, Venezuela, 11 de marzo de 1969) es un abogado y militar venezolano. Actualmente es el primer vicepresidente del Tribunal Supremo de Justicia y presidente de la Sala Constitucional del órgano judicial.

## Carrera
Juan José Mendoza es militar retirado. Se desempeñó como diputado de la Asamblea Nacional de Venezuela en representación del estado Trujillo por el Movimiento Quinta República (MVR) entre 2000 y 2005 y por el Partido Socialista Unido de Venezuela (PSUV) entre 2005 y 2010.
En diciembre de 2010 José Mendoza fue juramentado como magistrado del Tribunal Supremo de Justicia. Al haber ocupado cargos políticos, al igual que los magistrados Calixto Ortega y Gladys Gutiérrez, su nombramiento constituyó una violación al numeral 5 del artículo 37 de la Ley Orgánica del Tribunal Supremo de Justicia de Venezuela. La designación fue criticada por la oposición política por considerar que no reunía las credenciales para ocupar una silla en el máximo tribunal del país. Un año después asumió la Inspectoría General de Tribunales. José Mendoza también ha ejercido como  director de la Escuela Nacional de la Magistratura.

## Tribunal Supremo de Justicia
En 2014, Mendoza facultó a los militares a participar en marchas y mítines, y en 2016 debilitó la ley aprobada por la Asamblea Nacional para otorgarle el cestaticket a los pensionados. En 2014 el presidente Nicolás Maduro declaró que el vehículo del magistrado sufrió un atentado cuando dos sujetos en moto le dispararon. El vehículo estaba blindado y Mendoza no se encontraba en el mismo, sino su hija. Mendoza preside la Sala Constitucional del Tribunal Supremo desde el 24 de febrero de 2017, sala encargada de ejercer la jurisdicción constitucional.
El 8 de febrero de 2019 Mendoza informó la decisión de declarar como nula la Ley de Estatuto de Transición aprobada el 5 de febrero de 2019 por la Asamblea Nacional, la cual regía la instalación de un gobierno provisional, la convocatoria de elecciones libres, la elección de nuevos rectores del Consejo Nacional Electoral (CNE), nuevos magistrados del Tribunal Supremo de Justicia (TSJ) y representantes del Poder Ciudadano.
El 22 de mayo de 2020 la Sala Constitucional ordenó la ocupación y la restitución del servicio de DirecTV Venezuela, la cual había cesado sus operaciones en el país el 19 de mayo del mismo año, ordenando a la Comisión Nacional de Telecomunicaciones (Conatel) tomar posesión de los bienes inmuebles, oficinas comerciales, sedes administrativas, centro de operaciones y transmisiones, antenas y demás equipos, además de designar una junta administradora ad hoc presidida por Jorge Elieser Márquez, director de Conatel y ministro del Despacho de la Presidencia. La sentencia admitió la acción de amparo y medida cautelar solicitada por miembros y voceros del comité Frente de Usuarios y Usuarias para la Defensa de los Derechos Comunicaciones, el cual exigía a la empresa continuar de manera inmediata con la prestación de servicio de televisión por suscripción en el país.
El 26 de mayo del mismo año, la Sala Constitucional declaró como válida la junta directiva de la Asamblea Nacional (AN), conformada el 5 de enero de 2020 sin cuórum, presidida por el diputado Luis Parra. El 5 de junio la Sala Constitucional declaró la "omisión inconstitucional legislativa de la Asamblea Nacional" para designar a los rectores del Consejo Nacional Electoral (CNE) y “ordenó a los actuales integrantes del organismo comicial modificar aspectos sustanciales previstos en la Ley Orgánica de Procesos Electorales (Lopre)”. Días después, el 9 de junio, el Tribunal Supremo de Justicia en el exilio rechazó la decisión.
El 15 de junio la Sala Constitucional decretó la suspensión de la dirección nacional del partido Acción Democrática, encabezada por el diputado Henry Ramos Allup y nombró una mesa directiva ad hoc presidida por Bernabé Gutiérrez para reestructurar el partido. De acuerdo con la sentencia, la mesa directiva podrá utilizar la tarjeta electoral, el logo, símbolos, emblemas, colores y cualquier otro concepto propio de la organización con fines políticos. Al día siguiente la sala suspendió la junta directiva del partido Primero Justicia y nombró una junta directiva ad hoc presidida por el diputado José Brito.

## Sanciones
El 18 de mayo de 2017 el Departamento del Tesoro de Estados Unidos publicó una lista de individuos sancionados, incluyendo a José Mendoza y a otros siete magistrados de la Sala Constitucional del TSJ. Las sanciones incluían la congelación de todos sus bienes en el exterior y la prohibición a cualquier ciudadano estadounidense de hacer negocios con los funcionarios sancionados, además de la anulación de sus visas. Casi un año después, el 30 de marzo de 2018, fue sancionado por el gobierno de Panamá por ser considerado de alto riesgo por "blanqueo de capitales, financiamiento del terrorismo y financiamiento de la proliferación de armas de destrucción masiva".
Su nombre figura entre los funcionarios y empresarios, relacionados con el gobierno de Maduro, sancionados por el TIAR el 3 de diciembre de 2019. Las sanciones incluyen la congelación de cuentas y la prohibición de ingresar a territorio de los países miembros del Tratado.
El 29 de junio de 2020 fue sancionado por la Unión Europea. Las sanciones implican prohibición de viajar a los países de la UE, y congelación de cuentas y bienes.
El 7 de julio de 2020 fue sancionado por el gobierno de Suiza por estar presuntamente implicado en la violación de derechos humanos y los principios democráticos. Las medidas implican la prohibición de viajar a Suiza y la congelación de activos en ese país.